# Unió Democràtica i Socialista de la Resistència
La Unió Democràtica i Socialista de la Resistència (francès: Union démocratique et socialiste de la Résistance, abreujat UDSR) va ser un partit polític de la IV República Francesa. Sorgit de la resistència, va actuar entre els anys 1948 i 1965 durant els quals ocupà posicions d'esquerra centrista. Era de caràcter liberal i en van formar part personatges importants com François Mitterrand (afiliat el 1948 com primera experiència política) o René Pleven (que arribà a ser primer ministre per aquest partit). Fou una de les plataformes polítiques més importants de republicanismes francès. Va participar en la fundació de la internacional liberal a finals dels anys 40.